# Gare Saint-Basile-le-Grand
Cet article concerne la gare. Pour la ville de Saint-Basile-le-Grand, voir Saint-Basile-le-Grand. Pour les autres significations, voir Saint-Basile.
La gare Saint-Basile-le-Grand est une gare d'exo située dans la ville du même nom. Elle dessert les trains de banlieue de la ligne exo 3.

## Correspondances

### Autobus

#### Exo Vallée-du-Richelieu[2]
| Circuit | Destinations                              | Tracé | Horaires |
| ------- | ----------------------------------------- | ----- | -------- |
| 24      | Gare Saint-Basile-le-Grand/St-Basile sud  |       | Horaires |
| 26      | Gare Saint-Basile-le-Grand/St-Basile nord |       |          |
| 200     | Saint-Hyacinthe – Terminus Longueuil      | Tracé | Horaires |
| 300     | Saint-Hyacinthe – Terminus Centre-ville   | Tracé | Horaires |